# Isio Ghelman
Isio Ghelman é um ator brasileiro. Em 2006 atuou em 2 curtas-metragem ao lado de sua amiga Andréa Beltrão, respectivamente Amor de mãe e Ensaio.
Integrou o elenco do humorístico Zorra de 2015 a 2017.

## Trabalhos na TV
| Ano        | Título                             | Personagem                           | Notas                                               |
| ---------- | ---------------------------------- | ------------------------------------ | --------------------------------------------------- |
| 1984       | Marquesa de Santos                 | Heathcliff                           |                                                     |
| 1986       | Novo Amor                          | Fred                                 |                                                     |
| 1988       | Olho Por Olho                      | Miro                                 |                                                     |
| 1990       | Delegacia de Mulheres              | Cirinho                              | Episódio: "Por Um Triz"                             |
| 1991       | O Fantasma da Ópera                | Coelho                               |                                                     |
| 1994       | A Viagem                           | Médico                               |                                                     |
| 1994       | Pátria Minha                       | Junqueira                            |                                                     |
| 1996       | Quem É Você?                       | Gabriel Rezende                      | [ 1 ]                                               |
| 1996       | Você Decide                        | Armando                              | Episódio: "Amor à Vida"                             |
| 1997       | Você Decide                        | Luca                                 | Episódio: "Terra"                                   |
| 1998       | Você Decide                        | Editor do Jornal                     | Episódio: "Trabalho Escravo"                        |
| 1999       | Andando nas Nuvens                 | Araújo                               |                                                     |
| 1999       | Tudo em Cima                       | Bill                                 |                                                     |
| 2003       | Celebridade                        | Rezende                              | [ 2 ]                                               |
| 2004       | Um Só Coração                      | Gerente de banco                     |                                                     |
| 2004       | Linha Direta Justiça               | Bóris Jaime Lerner                   | Episódio: "O Naufrágio do Bateau Mouche"            |
| 2005       | Carga Pesada                       | Adão                                 | Episódio: "O pior inimigo"                          |
| 2005       | A Grande Família                   | Homem na boate                       | Episódio: "Gambá casa com gambá"                    |
| 2006       | Cobras & Lagartos                  | Naldo / falso Dr. Cláudio Bortolotto |                                                     |
| 2006       | Linha Direta Justiça               | Delegado Sérgio Fleury               | Episódio: "Caso Frei Tito"                          |
| 2007       | Linha Direta Justiça               | Ernesto Thibau Jr.                   | Episódio: "A Primeira Tragédia de Nelson Rodrigues" |
| 2007       | Amazônia, de Galvez a Chico Mendes | Mr. Scott                            |                                                     |
| 2007       | Duas Caras                         | Advogado                             |                                                     |
| 2007       | A Grande Família                   | Noel                                 | Episódio: "O Novo Silva"                            |
| 2009       | Gente Lesa                         | César Fernandes                      |                                                     |
| 2009-2011  | Aline                              | Yuri                                 |                                                     |
| 2011       | Tapas & Beijos                     | Miranda                              | Episódio: "Dia dos Sem Namorados"                   |
| 2011       | Os Anjos do Sexo                   | Danilo                               | Episódios: "O Rufião" e "A Nossa Namorada"          |
| 2011       | Fina Estampa                       | Guilherme Steiner                    |                                                     |
| 2012       | As Brasileiras                     | Aluísio                              | Episódio: "A Mamãe da Barra"                        |
| 2012       | Gabriela                           | Deputado Fernando Bonfim             |                                                     |
| 2013       | Guerra dos Sexos                   | Ary                                  |                                                     |
| 2013       | Destino: Rio de Janeiro            | Alexandre                            |                                                     |
| 2013       | Joia Rara                          | Heitor Zampari                       |                                                     |
| 2013       | A Mulher do Prefeito               | Anselmo                              | Episódio: "11 de outubro"                           |
| 2014       | Eu Que Amo Tanto                   | Hermeto                              | Episódio: "Angélica"                                |
| 2014       | Questão de Família                 | Omar                                 | Episódio: "Inversão"                                |
| 2015       | Amorteamo                          | Isaac                                |                                                     |
| 2015-2017  | Zorra                              | Vários Personagens                   |                                                     |
| 2017       | Cidade Proibida                    | Pedro Fernandes                      | Episódio: "Caso Laura"                              |
| 2018       | Orgulho e Paixão                   | Promotor de justiça                  | Episódio: "13 de setembro"                          |
| 2018       | Sob Pressão                        | Pedro                                | Episódio: "20 de novembro"                          |
| 2021       | Um Lugar ao Sol                    | Anselmo de Almeida Tavares / Alípio  |                                                     |
| 2021       | Passaporte para Liberdade          | Sr. Katz                             |                                                     |
| 2023       | Fuzuê                              | Advogado Vieira                      | Episódios: "12 de dezembro–29 de fevereiro"         |
| 2024       | Suíte Magnólia                     | Lourival                             |                                                     |
| 2024       | No Ano Que Vem                     | Miguel                               |                                                     |
| 2025–atual | Identidade Brasil                  | Apresentador                         |                                                     |
| 2025       | Mania de Você                      | Leonardo Telles                      | Episódios: "10–12 de fevereiro"                     |
| 2025       | Êta Mundo Melhor!                  | Comendador Padilha                   | Episódios: "9 de agosto–                            |

## No Cinema
| Ano  | Título                       | Personagem         |
| ---- | ---------------------------- | ------------------ |
| 2021 | Lucicreide Vai pra Marte     | Watson             |
| 2018 | Querido Embaixador           | Jerome Levy        |
| 2014 | Partiu                       | Ricardo            |
| 2013 | Flores Raras                 | Dr. Jorge          |
| 2012 | O Homem Móvel                | —                  |
| 2012 | Sobre a Mesa                 | Renato             |
| 2009 | Destino                      | Lélio              |
| 2009 | Casa-construção              | —                  |
| 2006 | Zuzu Angel                   | Norman Angel Jones |
| 2006 | Ensaio                       | Pai                |
| 2004 | Um Show de Verão             | Pai de Fred        |
| 2004 | Maria - Mãe do Filho de Deus | José               |
| 2004 | Relâmpago                    | —                  |
| 2000 | Fechando a porta             | Cláudio            |
| 1993 | Na Estrada                   | Marido             |
| 1990 | A Viagem de Volta            | Jonas              |
| 1985 | Rock Estrela                 | Convidado da festa |

## No Teatro
- Traição
- Oréstia
- O Púcaro Búlgaro
- Geringonça, e a Maldição da Revista
- Memória da Água
- Eu Nunca Disse que Prestava
- Um Ensaio Aberto
- Você Já Foi à Bulgária?
- Jacinta
- A Estufa